# K2-71
K2-71, EPIC 206192813 — одиночная звезда в созвездии Водолея на расстоянии приблизительно 503 световых лет (около 154 парсек) от Солнца. Видимая звёздная величина звезды — +14,88.
Вокруг звезды обращается, как минимум, одна планета.

## Характеристики
K2-71 — красный карлик спектрального класса M3V. Масса — около 0,477 солнечной, радиус — около 0,426 солнечного, светимость — около 0,033 солнечной. Эффективная температура — около 3634 К.

## Планетная система
В 2016 году командой астрономов, работающих с фотометрическими данными в рамках проекта Kepler K2, было объявлено об открытии планеты K2-71 b.